# Velika Grabovnica (Brus)
Velika Grabovnica (Servisch cyrillisch Велика Грабовница) is een plaats in de Servische gemeente Brus. De plaats telt 651 inwoners (2002).